# Sabinea hystrix
Sabinea hystrix is een garnalensoort uit de familie van de Crangonidae. De wetenschappelijke naam van de soort is voor het eerst geldig gepubliceerd in 1881 door A. Milne-Edwards.